# 트라이얼쇼
《트라이얼쇼》(영어: Trial and Error)는 미국에서 제작된 1997년 코미디 영화이다. 조너선 린이 연출과 제작을 맡았으며, 마이클 리처즈, 제프 대니얼스, 샬리즈 세런 등이 출연하였다.

## 출연진
- 마이클 리처즈
- 제프 대니얼스
- 샬리즈 세런
- 제시카 스틴
- 오스틴 펜들턴
- 립 톤
- 알렉산드라 웬트워스
- 제니퍼 쿨리지
- 로런스 프레스먼
- 데일 다이
- 맥스 카셀라

## 기타 제작진
- 협력 제작: 제인 더브리스 쿠퍼, 에드워드 린
- 미술: 빅토리아 폴
- 의상: 셰이 컨리프